# Pro Art
Pro Art ist eine deutsche Fusion-Band aus Ilmenau. Die Band wurde 1973 gegründet und spielte zunächst Jazzrock, wandte sich dann aber bald dem Blues zu und war zeitweilig Begleitband des Sängers Stefan Diestelmann. Sie zählte in den 1980er Jahren zu den bekanntesten Blues-Bands der DDR. In späteren Jahren wandelte sich der Stil der Band zurück zu Jazzrock und Fusion. Die Band um die Brüder Walter und Andreas Geyer hat zahlreiche Verflechtungen mit weiteren ostdeutschen Blues- und Jazzbands. Mehrere jüngere Mitglieder der Band wechselten zu Begleitbands von Clueso.

## Geschichte
Pro Art wurde 1973 von Walter Geyer (Gesang, Mundharmonika) in Ilmenau gegründet. Der Jazzrock-Boom in der damaligen DDR gab den Anlass zur Gründung. Einer der ersten bedeutenden Auftritte der Band war bei den 3. Ilmenauer Jazztagen 1974 zusammen mit der Theo Schumann Combo und Panta Rhei.
Die Band stand der damals bedeutenden Blues-Szene in Erfurt nahe und wandelte ihr Repertoire auch bald hin zu eigenen Bluesstücken, wobei man sich zunächst am Stil von John Mayall, Eric Clapton und Cream, später dann am „schwärzeren“ Blues im Stile Dr. Johns orientierte. In den späten 1970er Jahren begleitete Pro Art den Bluessänger Stefan Diestelmann. Walter Geyer arbeitete damals zumeist mit Musikern der Band Epy Thal, aus der 1979/80 die Gruppe Bromm Oss hervorging.
Nach der Gründung von Bromm Oss, die sich auf Coverversionen und Eigenkompositionen in Lauschaer Mundart konzentrierten, formierte Walter Geyer eine neue Besetzung von Pro Art, zu der neben seinem Bruder Andreas Geyer (Orgel) auch der Bassist Edgar „Eddi“ Janta zählte, der auch mit Waldemar Weiz in dessen Band Modern Blues spielte.
In den 1980er Jahren gehörte die Band zu den bekanntesten Bluesbands der DDR, wie bei den meisten populären Bluesbands der Erfurter Szene kam es jedoch zu keiner staatlichen Rundfunk- oder Schallplattenproduktion (siehe Musik der DDR#Bluesmusik).
In den späten 1980er Jahren wandte sich der Stil der Band wieder zu Jazzrock und Fusion hin. Die Band hat zahlreiche Besetzungswechsel durchlaufen und tritt heute meist als Oktett mit vierköpfiger Bläsersektion auf. Sänger Walter Geyer wanderte 2007 nach Ecuador aus und ist daher nur noch gelegentlicher Gastmusiker, die Gruppe spielt seitdem hauptsächlich instrumentale Eigenkompositionen.
Neben Andreas Geyer zählt der Saxofonist Tom Hahnemann, früher bei Keimzeit, zu den bekannten aktuellen Bandmitgliedern. Hahnemann und Walter Geyer waren zu unterschiedlichen Zeiten auch bei der Band Pass over Blues, der im Lauf ihrer langen Geschichte viele weitere bekannte Musiker wie der Pianist Milan Šamko angehörten. Andreas Geyer wirkte ebenfalls in zahlreichen anderen Projekten mit, u. a. zuletzt in den Formationen Elektrotischlerei, Andy Geyer Trio, Andy Geyer Quartett und in Dieter Gasdes Formationen Travelling Blues Band und Gumbolaya sowie mit Eddi Janta in Waldemar Weiz’ 2006 reformierter Band ergo.
Zu den bekannten Mitgliedern von Pro Art aus jüngerer Zeit zählen außerdem der Posaunist Christian Kohlhaas, der Gitarrist Christoph Bernewitz, der Bassist Matthias Eichhorn und der Schlagzeuger Henning Luther, die nach ihrer Zeit bei Pro Art zu den Bands von Clueso stießen. Kohlhaas spielt in der regulären Band von Clueso, Bernewitz und Eichhorn gehören dem Bernewitz-Trio an, Eichhorn und Luther der STÜBAphilharmonie.